# Tiffany Brissette
Pour les articles homonymes, voir Brissette.
Tiffany Marie Brissette, née le 26 décembre 1974 à Paradise, Californie est une actrice américaine.
Elle est connue pour avoir joué le personnage du robot Vicki dans la série télévisée Petite Merveille (Small Wonder).

## Filmographie
- 1982 : Une femme nommée Golda (A Woman Called Golda) (TV) (voix)
- 1982 : Marco Polo (feuilleton TV) (voix)
- 1983 : Pied au plancher (Heart Like a Wheel) : Little Shirley
- 1984 : L'Aventure des Ewoks (The Ewok Adventure) (TV) (voix)
- 1985-1989 : Petite Merveille (Small Wonder) (TV)
- 1987 : The Adventures of Teddy Ruxpin (série TV) : Safety Tips Officer (voix)
- 1990 : Beanpole (TV) : Alice Gillette